# Kingdom Hearts: Chain of Memories (série de mangá)
Kingdom Hearts: Chain of Memories (キングダム ハーツ チェイン オブ メモリーズ, Kingudamu Hātsu Chein Obu Memorīzu) é uma série de mangá adaptada por Shiro Amano do jogo de vídeo game Kingdom Hearts: Chain of Memories. O mangá foi publicado na revista mensal Monthly Shōnen Gangan entre 2005 e 2006, sendo compilada em 2 volumes encadernados. No Brasil, o título foi anunciado pela Editora Abril em dezembro de 2013, e os volumes foram lançados em janeiro e fevereiro de 2014.
Diferentemente da série anterior, essa foi feita em estilo de leitura oriental, da direita para a esquerda. A história do mangá segue a do vídeo games, utilizando os mesmos personagens e cenários. Das séries de mangá baseados nos jogos de Kingdom Hearts, esse é a que mais possui diferenças entre o jogo e o mangá, por exemplo, Zexion é morto pelo Riku real na falsa Destiny Islands; a batalha final com Marluxia ocorre em seu jardim onde Naminé está sendo mantida prisioneira em vez do nível superior de Castle Oblivion; Larxene é morta por Sora, Donald e Pateta quando Sora e Donald usam Blizzard e Fogo para criar um aspersor de água gigante, embebendo Larxene quando ela chamou seu Trovão e eletrocutando ela; Sora, Donald e Pateta também disfarçam-se como gênios, a fim de ajudar a salvar Aladdin e Jasmine de Jafar, pois o verdadeiro Gênio havia sido liberto.

## Enredo
A história de Kingdom Hearts: Chain of Memories continua diretamente depois do fim da primeira série de mangá, Kingdom Hearts. Encontramos Sora, os seus dois amigos Donald e Pateta, assim como Jiminy Cricket, andando pelo que parece ser um caminho sem fim, quando de repente um misterioso homem com um manto preto encapuzado diz a Sora: "À tua frente está algo que precisas. Mas para o teres, tens de perder algo que te é querido". À medida que eles continuam pelo caminho, Sora e os seus companheiros encontram um enorme forte chamado Castle Oblivion (Castelo do Esquecimento). Quando eles entram, eles encontram a estranha personagem.
Quando Sora e os seus companheiros tentam atrair a personagem, eles descobrem que as suas habilidades parecem não ter efeito. Então a personagem explica-lhes que no momento em que eles entraram no castelo, eles esqueceram-se de todas as habilidades que conheciam. Esta personagem continua e cria um baralho de cartas a partir das memórias de Sora e seus amigos, e diz-lhes que tudo que encontrarem neste castelo será baseado nas suas memórias. Mas quanto mais alto forem, mais memórias irão perder.
Enquanto isso, pisos abaixo, Riku conseguiu voltar do Mundo das Trevas, e luta contra os seus próprios demônios internos à medida que sobe desde os pisos inferiores de Castle Oblivion. Mas nem ele, nem Sora sabem que eles estão a ser seguidos por um misterioso grupo chamado Organization XIII (Organização XIII). O homem encapuzado que guiou Sora até o castelo se apresenta como Axel, e começa a lutar com Sora, mas depois desiste e os deixa ir.
À medida que Sora sobe o castelo, ele trava uma batalha contra Larxene, uma membro da Organization. Depois de lutar contra ela, ele lembra-se do nome de uma amiga de que ele se tinha esquecido: Naminé. Ele descobre que ela está presa no castelo, e sobe por ele. Enquanto isso, Riku encontra com Vexen, um membro da Organization XIII, que o captura e o clona, mas Riku consegue escapar. Sora encontra com o clone de Riku que acredita ser o original. Eles começam a lutar para decidir quem protegerá Naminé.
Enquanto isso, com Sora lutando pelo castelo, Riku começou a destruir criaturas obscuras que ele conheceu nas profundezas do castelo, numa tentativa de se livrar das trevas. Ansem, que tinha tomado o corpo de Riku anteriormente, tentou repetir a proeza outra vez, mas era constantemente parado pela intervenção do Rei Mickey. No caminho, Riku lutou contra Vexen, o seu próprio clone e outro membro da Organização chamado Lexaeus. Riku então usou as suas habilidades das trevas e reparou que Marluxia estava morto. Ele foi confrontado por Zexion, um membro manipulador, mas abraçou as suas trevas e derrotou-o. Chegando a Twilight Town, Riku descobriu que o ‘Ansem’ que o tinha instigado antes era, na verdade, DiZ, um homem misterioso que parece interessado em Riku. Riku escolheu enfrentá-lo, e depois de ter afirmado isto a DiZ, o estranho homem libertou Ansem do coração de Riku para ele poder combater contra ele. Depois de ter derrotado Ansem, Riku descobriu que, enquanto ele tivesse as trevas ao seu comando, Ansem iria residir nele. Ele começou uma jornada para guardar as suas trevas, mas ser o seu próprio mestre com o Rei Mickey ao seu lado, e juntos eles se juntaram a organização XIII por motivos desconhecidos.
Depois de ver a morte de Vexen, Sora ouve da própria Naminé que a figura encapuzada que ele conheceu antes chama-se Marluxia, e que está manipulando os dois para seus propósitos. Ele também descobre que tudo que ele se lembra sobre Naminé era falso, plantado na sua memória por ela. Naminé nunca esteve nas ilhas, mas a única coisa que Sora se consegue lembrar é ela. Formando uma aliança com o clone de Riku, eles lutam até ao topo do castelo e derrotam Marluxia. Sora então despede-se do clone de Riku, que vai tentar descobrir a verdade sobre a sua existência. Naminé põe Sora num sono para o ajudar a recuperar as memórias que ele perdeu no castelo, apesar de isso querer dizer que ele se irá esquecer de tudo que aconteceu no castelo.

### Mundos visitados
-Originais
- Castle Oblivion (Castelo do Esquecimento), o mundo ‘real’ na história; os outros são ambientes gerados pelas memórias.É situado no End Of The World.
- Traverse Town (Cidade da Travessia);
- Hollow Bastion (Fortaleza Vazia)-baseada nos jogos Final Fantasy-;
- Twilight Town (Cidade do Crepúsculo);

-Disney
- Agrabah, de Aladdin;

## Lista de Volumes
| - Prólogo - 01 – Castle Oblivion - 02 – Um Cozido Completo - 03 – Organization XIII - 04 – Aroma das Trevas - 05 – Ambivalência - 06 – Desejo |

| - 07 – Lembranças - 08 – Promessa - 09 – Adeus, Vexen - 10 – Corações Despedaçados - 11 – Chocados!!! - 12 – Até Onde Meu Coração me Levar - 13 – A Estrada Para o Amanhecer - Extra – A Estranha Aventura de Riku Réplica |